# Municipio de St. Ferdinand
El municipio de St. Ferdinand (en inglés: St. Ferdinand Township) es un municipio ubicado en el condado de San Luis en el estado estadounidense de Misuri. En el año 2010 tenía una población de 34032 habitantes y una densidad poblacional de 621,92 personas por km².

## Geografía
El municipio de St. Ferdinand se encuentra ubicado en las coordenadas 38°47′14″N 90°11′29″O / 38.78722, -90.19139. Según la Oficina del Censo de los Estados Unidos, el municipio tiene una superficie total de 54.72 km², de la cual 51 km² corresponden a tierra firme y (6.8%) 3.72 km² es agua.

## Demografía
Según el censo de 2010, había 34032 personas residiendo en el municipio de St. Ferdinand. La densidad de población era de 621,92 hab./km². De los 34032 habitantes, el municipio de St. Ferdinand estaba compuesto por el 19.48% blancos, el 78.12% eran afroamericanos, el 0.13% eran amerindios, el 0.22% eran asiáticos, el 0.01% eran isleños del Pacífico, el 0.26% eran de otras razas y el 1.78% pertenecían a dos o más razas. Del total de la población el 0.78% eran hispanos o latinos de cualquier raza.